# Echinodontium tinctorium
Echinodontium tinctorium là một loài nấm gây bệnh cho thực vật. Nó còn có tên gọi phổ biến là nấm bệnh Ấn Độ.
Một số bộ tộc Ấn Độ trên cao nguyên sử dụng nó để trị nứt nẻ da.

## Hình ảnh

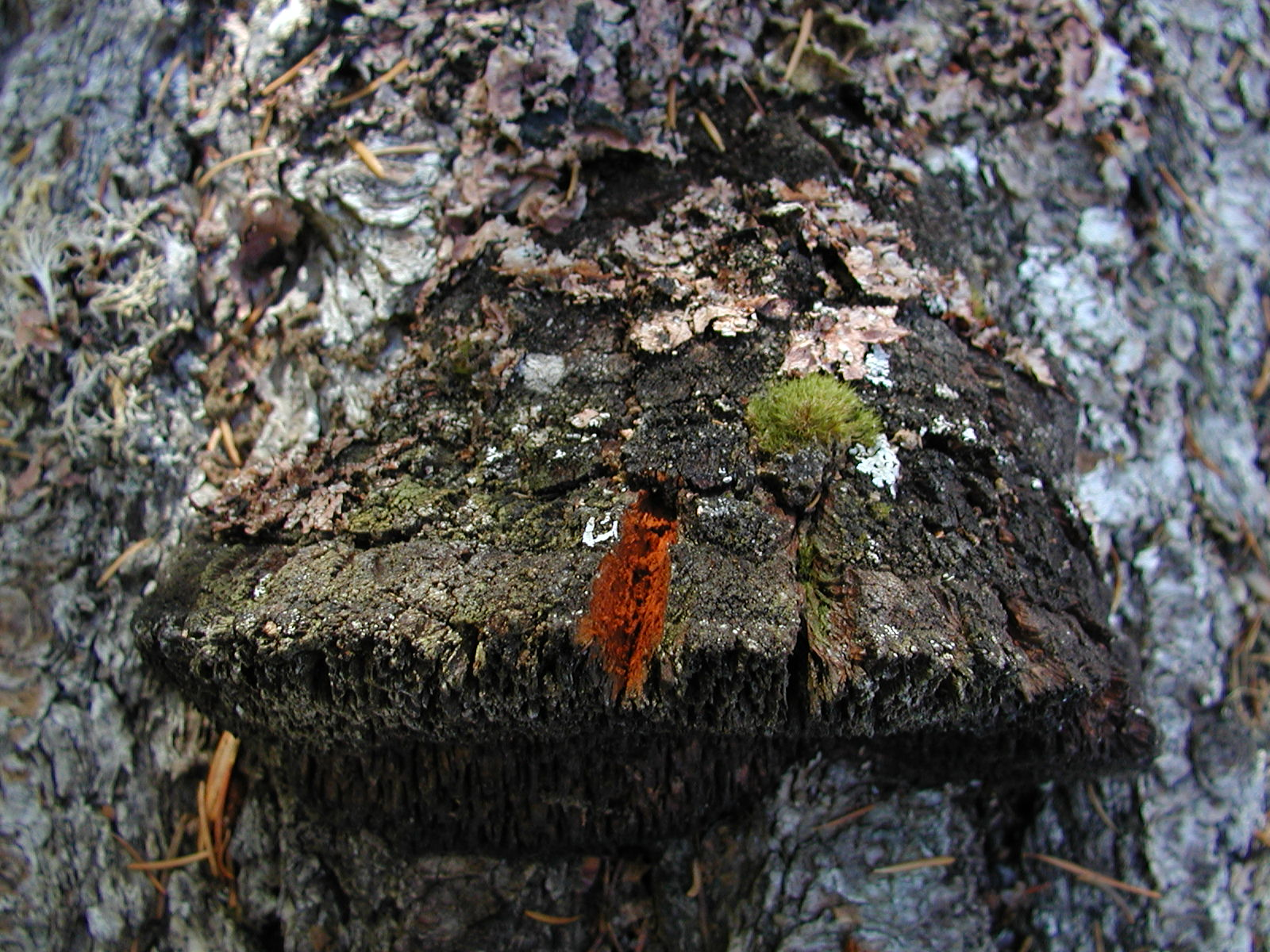
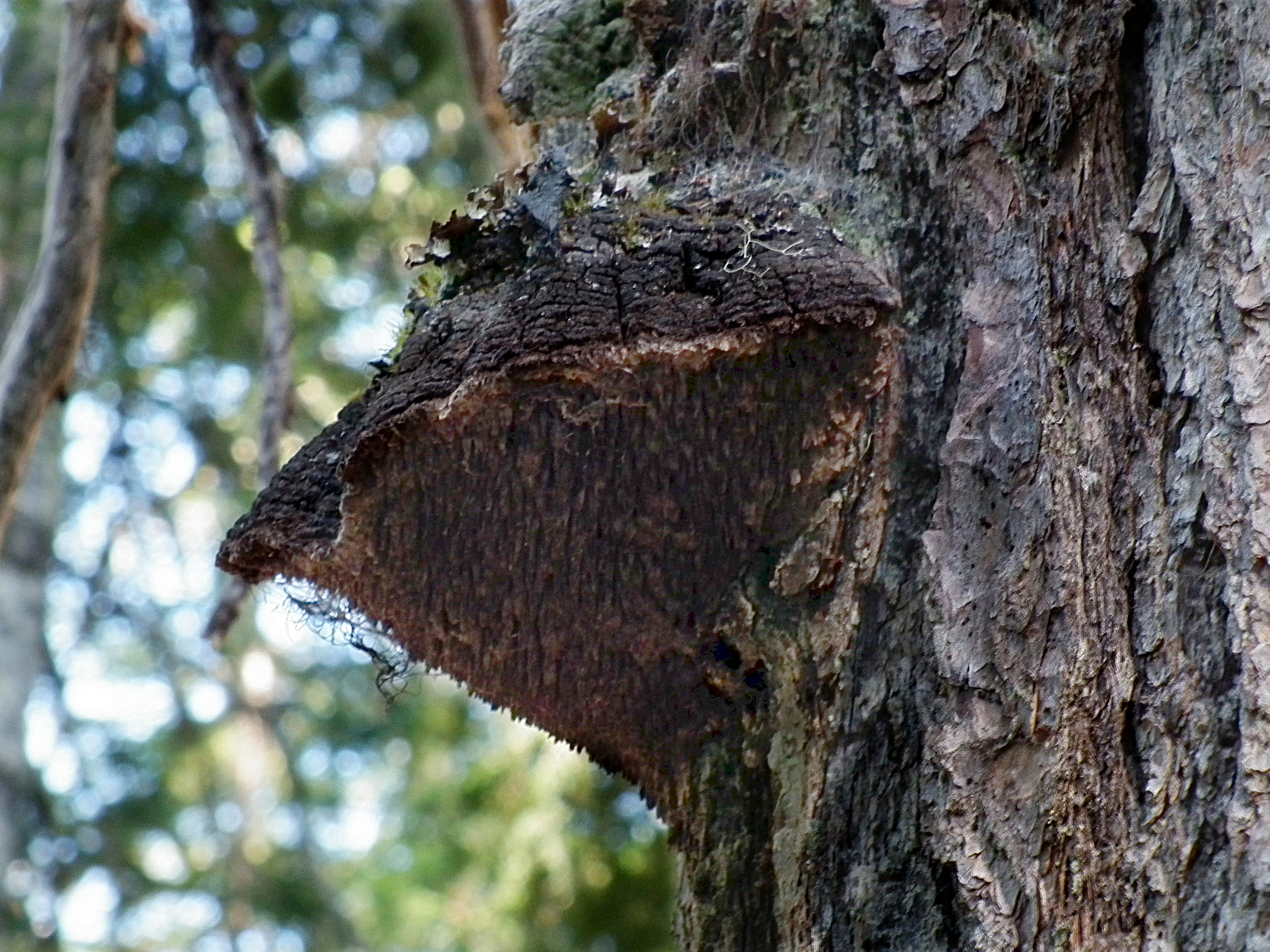
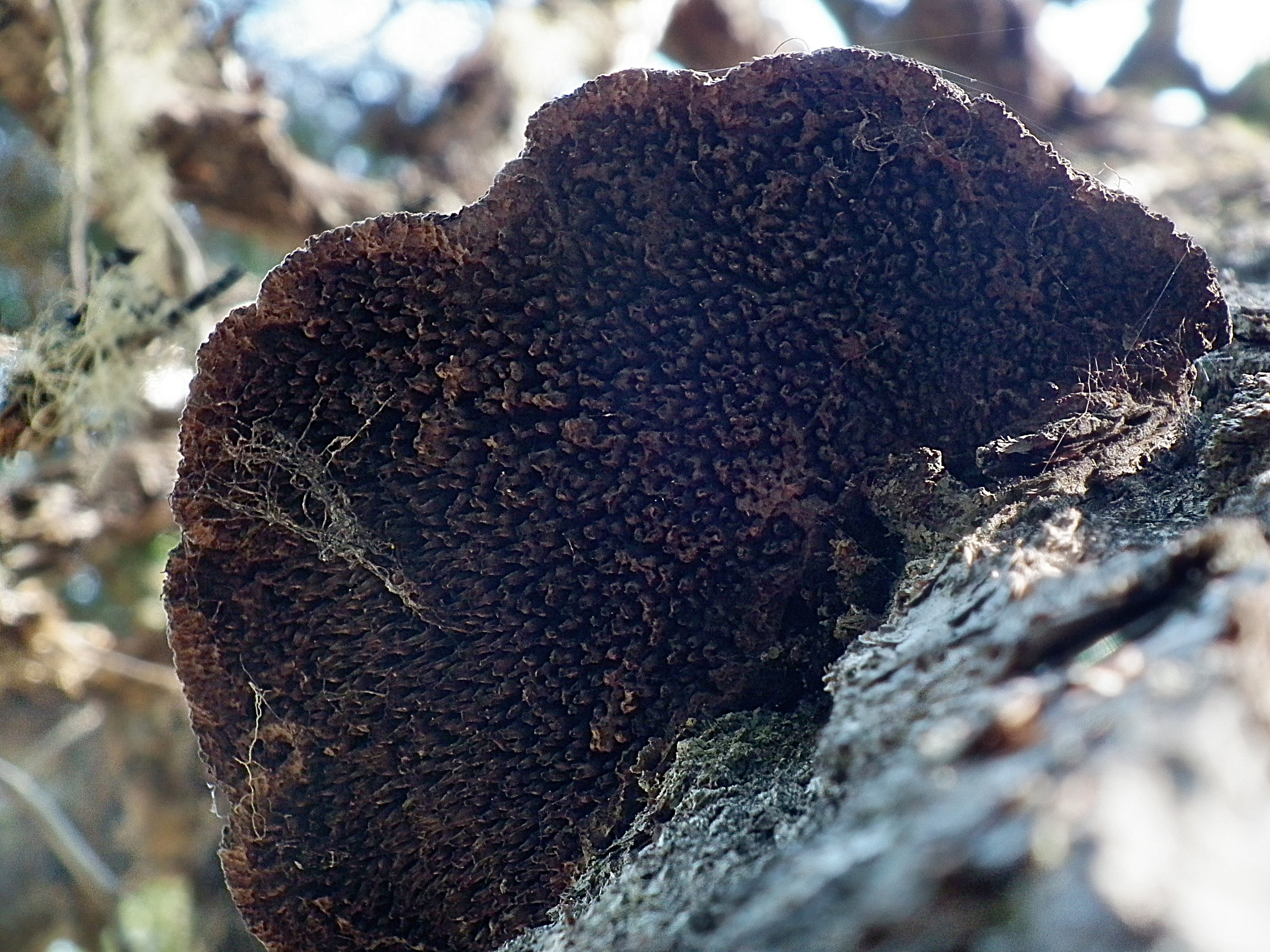